# Apollo 8
Apollo 8 a fost prima misiune spațială umană care a atins o viteză suficientă pentru a permite ieșirea din câmpul gravitațional al Pământului, prima care a intrat în câmpul gravitațional al unui alt corp ceresc, prima care a ieșit din câmpul gravitațional al altui corp ceresc și prima care s-a întors pe Pământ de la un alt corp ceresc. Echipajul de trei oameni era format din comandantul misiunii, Frank Borman, pilotul modulului de comandă James Lovell, și pilotul modulului lunar William Anders. Aceștia au devenit primii oameni care au văzut cu ochii lor fața ascunsă a lumii, și primii care au văzut planeta Pământ de pe orbita unui alt corp ceresc. Misiunea a implicat prima lansare cu oameni la bord a unei rachete Saturn V, și a fost a doua misiune umană a Programului Apollo.
Deși inițial misiunea urma să fie doar un test al modulului lunar și al modulului de comandă pe orbita Pământului, profilul misiunii s-a schimbat, aceasta propunându-și un zbor pe orbita Lunii în august 1968, când au apărut întârzieri la realizarea modulului lunar. Noul profil al misiunii, noile proceduri și necesitățile de resurse umane au lăsat o perioadă neobișnuit de scurtă pentru antrenament și pregătire, necesitând mai mult timp, talent, și disciplină de la echipaj.
După lansarea de la 21 decembrie 1968, echipajul a călătorit timp de trei zile până la Lună. Ei au orbitat Luna de zece ori de-a lungul a 20 de ore, timp în care echipajul a realizat o emisiune de Crăciun în care membrii săi au recitat primele 10 versete din Geneză. Această citire a fost făcută să coincidă cu o vedere completă a planetei Pământ pe fundalul negru al spațiului vid, arătând diversitatea planetei în culori terestre, mări, continente și fenomene atmosferice, în contrast cu orizontul cenușiu al Lunii lipsite de viață.
La acel moment, emisiunea a devenit cel mai vizionat program de televiziune din istorie. Reușita misiunii Apollo 8 a deschis calea realizării de către Apollo 11 a țelului Președintelui SUA John F. Kennedy de a trimite oameni pe Lună înainte de sfârșitul deceniului.